# Tredje eskadern
Tredje eskadern (3. eskadern) var en eskader inom svenska marinen som verkade i olika former åren 1951–1959. Förbandsledningen var krigsplacerad i Gullmarsbasen i Skredsvik och Grebbestadsbasen i Grebbestad.

## Historik
Tredje eskadern blev 1951 namnet på förutvarande Göteborgseskadern och var ett krigsförband inom Västkustens marinkommando (MKV). På grundval av internationella krigserfarenheter och som resultat av kommendör Helge Strömbäcks teknisk-taktiska utredning 1942, skulle Kustflottans operativa anfallsförband efter kriget bestå av tre snabba (30 knop) operationsgrupper, senare benämnda eskadrar. Dessa skulle vardera bestående av en kryssare, fyra större jagare och sex stora motortorpedbåtar samtliga av nya typer. Eskadern skulle ersätta de tidigare pansarskepps- och jagardivisionerna som huvudstridsförband inom Kustflottan.
Efter kriget fattades beslut om att inte bygga den tredje kryssaren, utan denna skulle i stället ersättas av fyra större så kallade pansarjagare. Någon beställning av sådana fartyg gjordes dock aldrig varför den tredje eskadern aldrig kunde utrustas som avsetts, utan den kom i stället att för en period utgöras av befintliga krigsförband avsedda för Västkustens marinkommando (MKV). Tredje eskadern utgjordes i allt väsentligt av kryssaren Gotland, en division stadsjagare samt en division motortorpedbåtar.  Till följd av försvarsbeslutet 1958 avvecklades krigsförbandet 1959. Tredje eskaderns uppgifter på västkusten övertogs av Första fregattflottiljen.

## Uppgifter
Eskadern kunde lösa följande marina företagstyper (sjömilitära uppgifter):

- Anfallsföretag
- Ubåtsjaktföretag
- Mineringsföretag
- Eskortföretag
- Spaningsföretag

## Materiel vid förbandet
Huvudstridsmedel var tung (53 cm) torped, medelsvårt (15  och 12 cm) och lätt (40) allmålsartilleri, sjunkbomber samt minor.

## Ingående enheter
Eskaderstaben bestod av eskaderchef, eskaderadjutanter, eskaderingenjör. Staben var sjögående med placering ombord på kryssaren. Förbanden bemannades av värnpliktig personal från hela Sverige, men med koncentration till Väst- och Sydsverige.

### Krigsorganisationen
| 1952 - Chefen tredje eskadern med stab - HMS Gotland - HMS Fylgia–reserv - (Hjälpkryssaren 9 Magne, konvojeskort) - 4. jagardivisionen: HMS Klas Horn (3), HMS Göteborg (J5), HMS Malmö (J7) - 3. motortorpedbåtsdivisionen: T-15-T-18 - 6. ubåtsdivisionen - 6. minsveparavdelningen | 1956 - Chefen tredje eskadern med stab - HMS Gotland - 2. kryssardivisionen: - (Hjälpkryssaren 9 Magne, konvojeskort) - (Hjälpkryssaren 10 Prinsessan Margaretha, minutläggning) - 4. jagardivisionen: HMS Klas Horn (3), HMS Göteborg (J5), HMS Malmö (J7) - 3. motortorpedbåtsdivisionen: T-15-T-18 - 6. ubåtsdivisionen - 6. minsveparavdelningen |

1958
- Chefen tredje eskadern med stab:
  - HMS Gotland
- Chefen 2. kryssardivisionen med stab:
  - (Hjälpkryssaren 9 Magne, konvojeskort)
  - (Hjälpkryssaren 10 Prinsessan Margaretha, minutläggning)
- Chefen 6. fregattflottiljen med stab:
  - 61. fregattdivisionen: HMS Stockholm (J6), HMS Malmö (J7), HMS Karlskrona (J8)
  - 62. fregattdivisionen: HMS Gävle (J9), HMS Norrköping (J10)
- 6. ubåtsdivisionen
- 6. minsveparavdelningen

## Förläggningar och övningsplatser
Tredje eskadern var i krigsorganisationen baserad i Gullmarsbasen (GullB) och i Grebbestadsbasen (GraB), Västkustens marinkommando (MKV).

## Förbandschefer
Förbandschefen titulerades eskaderchef och hade tjänstegraden kommendör.
- 1951–1959: ???

## Namn, beteckning och förläggningsort
| Tredje eskadern | 1951-??-?? | – | 1959-??-?? |

| 3. eskadern | 1951-??-?? | – | 1959-??-?? |

| Gullmarsbasen    | 1951-??-?? | – | 1959-??-?? |
| Grebbestadsbasen | 1951-??-?? | – | 1959-??-?? |